# Больше, чем игра (фильм, 2008, Нидерланды)
«Больше, чем игра» (англ. Beyond the Game) — выпущенный в 2008 году нидерландский документальный фильм, посвящённый миру киберспорта. В фильме рассказывается о чемпионе мира по игре Warcraft III: The Frozen Throne китайце Ли Сяо Фене («Sky»), голландце Мануэле Шенхаузене («Grubby») и шведе Фредрике Йоханссоне («MaDFroG»). Фильм снят известным голландским режиссёром Джосом де Путтером. Действие картины происходит в Китае, Франции, Нидерландах, США и Швеции, поэтому в картине говорят на семи различных языках.
«Больше, чем игра» — лозунг World Cyber Games, чемпионата мира по киберспорту, который находится в центре действия картины. Главные герои ведут борьбу за титул чемпиона на большом финале World Cyber Games 2007, проходящем в Сиэтле (Вашингтон, США).
Премьера фильма состоялась на Международном фестивале документального кино в Амстердаме. После этого фильм был показан в Театре Тушинского, а затем и в других кинотеатрах Нидерландов.

## Исторический контекст
В 2002 году выпускается компьютерная игра Warcraft III: Reign of Chaos, быстро ставшая популярной. Продаются миллионы копий игры, а в 2003 году выходит её продолжение Warcraft III: The Frozen Throne.
17-летний шведский подросток Фредрик Йоханссон целиком посвящает себя киберспорту и в 2003 году занимает второе место на турнире Electronic Sports World Cup, после чего рассматривается в качестве одного из сильнейших неазиатских игроков. Результатом этого становится контракт профессионального геймера и приглашение в Сеул, где киберспорт очень популярен и многие игроки зарабатывют себе этим на жизнь. Фредрик проводит в Корее 11 месяцев, выиграв турнир Blizzard Worldwide Invitational и становится наиболее успешным игроком 2004 года по версии ESports Award. После возвращения в Швецию он вновь занимает второе место на кубке Electronic Sports World Cup 2004 года, но вскоре теряет мотивацию к продолжению карьеры прогеймера. Перед окончательным «уходом на пенсию» он выступает на чемпионате мира World Cyber Games 2004, где победу одерживает 18-летний Мануэль Шенхаузен, восходящая звезда европейского Warcraft III.
Голландец Шенхаузен остаётся в Сеуле на несколько месяцев после победы на турнире, а затем возвращается домой, продолжая оставаться ведущим мировым игроком. В этот период времени выбранная им раса орков считается одной из слабейших в игре, что не мешает Мануэлю успешно выступить на кубке Electronic Sports World Cup в 2005 году. Шенхаузен зарабатывает неофициальный титул «императора орков», по аналогии с «императором терранов», двукратным чемпионом мира по игре StarCraft Лим Ё Хваном. «Grubby» рассматривается в качестве фаворита на следующем чемпионате мира, проходящем в Сингапуре, и вторая победа подряд позволила бы считать его лучшим игроком за всю историю Warcraft III. Однако Шенхаузен проигрывает World Cyber Games 2005 «тёмной лошадке» турнира, 20-летнему китайцу Ли Сяо Фен.
На протяжении следующего года оба игрока часто пересекаются на различных международных турнирах. Успехи Шенхаузена помогают получить ему награду лучшего игрока года, которую за два года до этого заработал Йоханссон. Но ещё более важным призом для игроков является победа на чемпионате мира 2006 года, проходящем в итальянской Монце, где они встречаются в четвертьфинале. Победа второго титула означала бы включение в «Зал Славы» World Cyber Games для любого из соперников. За этим противостоянием и наблюдал режиссёр-документалист Джос де Путтер, сумевший передать эмоции не только игроков, но и зрителей.
Впоследствии автор фильма решает проследить за судьбой обоих игроков на пути к следующему противостоянию в рамках чемпионатов мира, где каждый из них будет стремиться победить соперника и изменить лицо современного киберспорта. Для того, чтобы лучше понять игроков, а также попасть за кулисы киберспортивной сцены, Джос де Путтер связывается с Фредриком Йоханссоном, который живёт новой жизнью в Швеции, однако всё ещё считается легендарным игроком прошлого.